# Dolichopus adultus
Dolichopus adultus är en tvåvingeart som beskrevs av Van Duzee 1921. Dolichopus adultus ingår i släktet Dolichopus och familjen styltflugor. Inga underarter finns listade i Catalogue of Life.